# Callcosma
Genre
Callcosma est un genre d'opilions laniatores de la famille des Nomoclastidae.

## Distribution
Les espèces de ce genre se rencontrent en Équateur, en Colombie et au Pérou.

## Liste des espèces
Selon World Catalogue of Opiliones (01/10/2021) :
- Callcosma abrapatricia Pinto-da-Rocha & Bragagnolo, 2017
- Callcosma barasana Pinto-da-Rocha & Bragagnolo, 2017
- Callcosma cofan Pinto-da-Rocha & Bragagnolo, 2017
- Callcosma gracillima Roewer, 1932

## Publication originale
- Roewer, 1932 : « Weitere Weberknechte VII (7. Ergänzung der: "Weberknechte der Erde", 1923) (Cranainae). » Archiv für Naturgeschichte, (N.F.), vol. 1, p. 275–350.